# Anders Dahlin
Anders Dahlin, född 5 april 1965 i Sundsvall, är en svensk judoutövare. Han tävlade för Uppsala JK och JK National.
Dahlin tävlade för Sverige vid olympiska sommarspelen 1988 i Seoul, där han slutade på delad 11:e plats i lättvikt. Vid olympiska sommarspelen 1992 i Barcelona slutade Dahlin på delad 34:e plats i lättvikt.
Dahlin var 2001–2004 förbundskapten för Sveriges judolandslag. Han har även varit förbundskapten i Norges judolandslag.